# 가메가모리촌
가메가모리촌(亀ヶ森村)은 1954년)까지 이와테현 히에누키군에 있었던 촌이다. 현재의 하나마키시 오사코정 가메가모리에 해당한다.